# Kneževac (Čaglin)
Kneževac is een plaats in de gemeente Čaglin in de Kroatische provincie Požega-Slavonië. De plaats telt 96 inwoners (2001).